# 德埃萨德罗马诺斯
德埃萨德罗马诺斯，是西班牙卡斯蒂利亚-莱昂帕伦西亚省的一个市镇。 总面积21平方公里，总人口47人（2001年），人口密度2人/平方公里。